# Albert Barillé

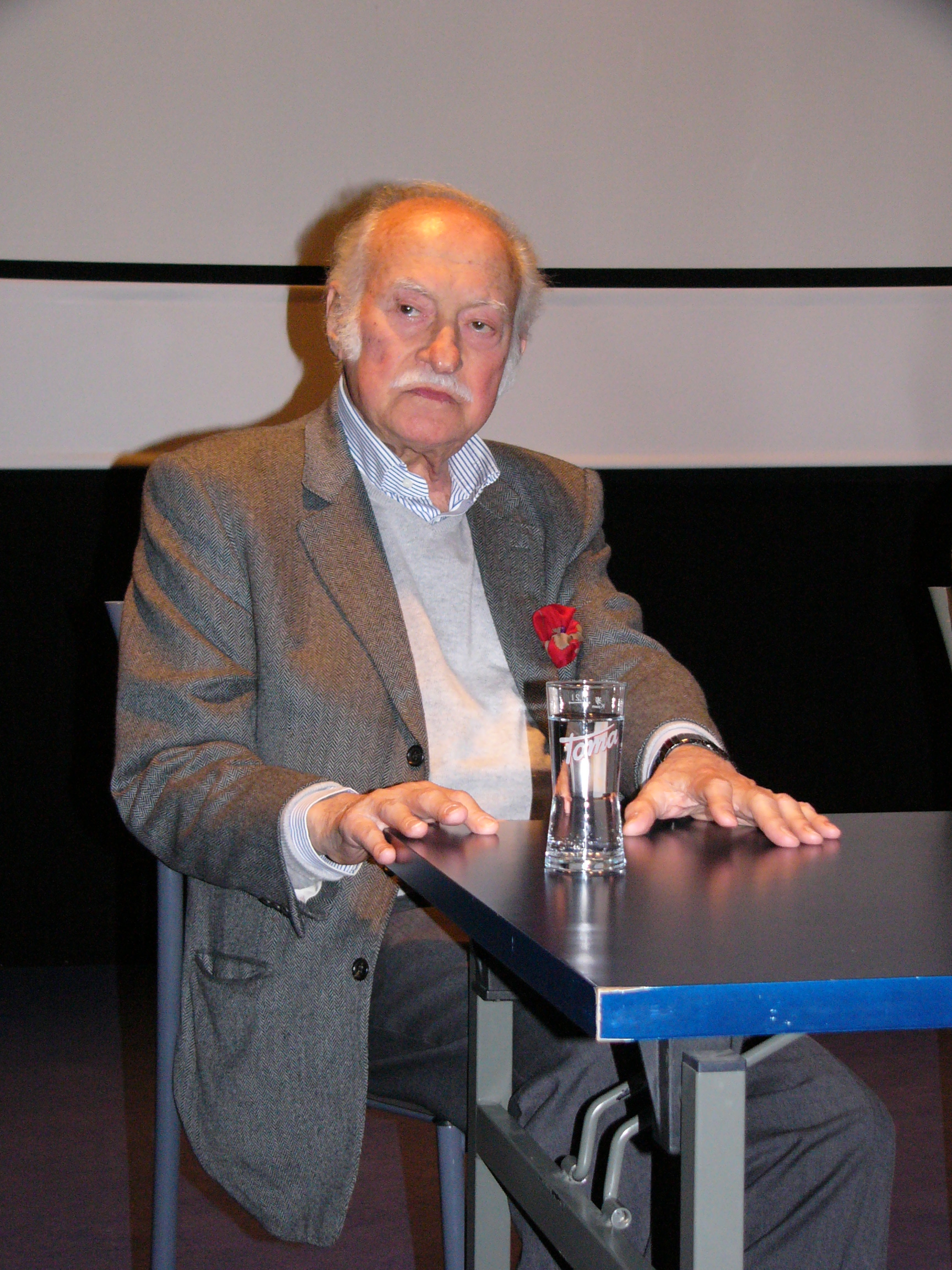
Albert Barillé år 2007

Albert Barillé, född 14 februari 1920 i Warszawa, död 5 februari 2009 i Neuilly-sur-Seine, var en fransk filmproducent. Han skapade TV-serierna serien Det var en gång och En cell-sam historia.